# Équipe de Suisse de football en 1981
Cet article présente les résultats de l'équipe de Suisse de football lors de l'année 1981.

## Bilan
|           | Nombre de matchs | Victoires | Défaites | Matchs nuls | Buts marqués | Buts encaissés |
| Domicile  | 4                | 2         | 0        | 2           | 6            | 4              |
| Extérieur | 4                | 2         | 1        | 1           | 4            | 5              |
| Neutre    | 0                | 0         | 0        | 0           | 0            | 0              |
| Total     | 8                | 4         | 1        | 3           | 10           | 9              |

## Matchs et résultats
| Match amical                             | Tchécoslovaquie | 0 - 1   | Suisse              | Tehelné pole, Bratislava                      |                                               |
| 24 mars 1981 · Historique des rencontres |                 | (0 - 0) | 66e (pen.) Botteron | Spectateurs : 16 439 Arbitrage : László Kőrös | Spectateurs : 16 439 Arbitrage : László Kőrös |
| 24 mars 1981 · Historique des rencontres | Rapport         |         |                     | Spectateurs : 16 439 Arbitrage : László Kőrös | Spectateurs : 16 439 Arbitrage : László Kőrös |

| Éliminatoires CM 1982                     | Suisse         | 2 - 2   | Hongrie                        | Allmend, Lucerne                           |                                            |
| 28 avril 1981 · Historique des rencontres | Sulser 31e 47e | (1 - 1) | 45e Bálint · 64e (pen.) Müller | Spectateurs : 17 000 Arbitrage : Ian Foote | Spectateurs : 17 000 Arbitrage : Ian Foote |
| 28 avril 1981 · Historique des rencontres | Rapport        |         |                                | Spectateurs : 17 000 Arbitrage : Ian Foote | Spectateurs : 17 000 Arbitrage : Ian Foote |

| Éliminatoires CM 1982                           | Suisse                      | 2 - 1   | Angleterre    | Stade Saint-Jacques, Bâle                     |                                               |
| 30 mai 1981 · 20h00 · Historique des rencontres | Scheiwiler 27e · Sulser 30e | (2 - 0) | 54e McDermott | Spectateurs : 40 000 Arbitrage : Adolf Prokop | Spectateurs : 40 000 Arbitrage : Adolf Prokop |
| 30 mai 1981 · 20h00 · Historique des rencontres | Rapport                     |         |               | Spectateurs : 40 000 Arbitrage : Adolf Prokop | Spectateurs : 40 000 Arbitrage : Adolf Prokop |

| Éliminatoires CM 1982                    | Norvège      | 1 - 1   | Suisse       | Ullevaal, Oslo                                    |                                                   |
| 17 juin 1981 · Historique des rencontres | Davidsen 83e | (0 - 0) | 65e Barberis | Spectateurs : 18 000 Arbitrage : Eduard Shklovsky | Spectateurs : 18 000 Arbitrage : Eduard Shklovsky |
| 17 juin 1981 · Historique des rencontres | Rapport      |         |              | Spectateurs : 18 000 Arbitrage : Eduard Shklovsky | Spectateurs : 18 000 Arbitrage : Eduard Shklovsky |

| Match amical                                   | Suisse               | 2 - 1   | Pays-Bas   | Hardturm, Zurich                            |                                             |
| 1er septembre 1981 · Historique des rencontres | Favre 60e · Elia 70e | (0 - 0) | 77e Metgod | Spectateurs : 7 200 Arbitrage : Gerd Hennig | Spectateurs : 7 200 Arbitrage : Gerd Hennig |
| 1er septembre 1981 · Historique des rencontres | Rapport              |         |            | Spectateurs : 7 200 Arbitrage : Gerd Hennig | Spectateurs : 7 200 Arbitrage : Gerd Hennig |

| Éliminatoires CM 1982                       | Roumanie   | 1 - 2   | Suisse                | Stade du 23 août, Bucarest                       |                                                  |
| 10 octobre 1981 · Historique des rencontres | Balaci 56e | (0 - 0) | 69e Zappa · 76e Lüthi | Spectateurs : 55 000 Arbitrage : Enzo Barbaresco | Spectateurs : 55 000 Arbitrage : Enzo Barbaresco |
| 10 octobre 1981 · Historique des rencontres | Rapport    |         |                       | Spectateurs : 55 000 Arbitrage : Enzo Barbaresco | Spectateurs : 55 000 Arbitrage : Enzo Barbaresco |

| Éliminatoires CM 1982                       | Hongrie                       | 3 - 0   | Suisse | Népstadion, Budapest                         |                                              |
| 14 octobre 1981 · Historique des rencontres | Nyilasi 19e 51e · Fazekas 59e | (1 - 0) |        | Spectateurs : 75 000 Arbitrage : Talat Tokat | Spectateurs : 75 000 Arbitrage : Talat Tokat |
| 14 octobre 1981 · Historique des rencontres | Rapport                       |         |        | Spectateurs : 75 000 Arbitrage : Talat Tokat | Spectateurs : 75 000 Arbitrage : Talat Tokat |

| Éliminatoires CM 1982                                | Suisse  | 0 - 0 | Roumanie | Wankdorf, Berne                                            |                                                            |
| 11 novembre 1981 · 20h00 · Historique des rencontres |         |       |          | Spectateurs : 16 000 Arbitrage : César Correia Diaz da Luz | Spectateurs : 16 000 Arbitrage : César Correia Diaz da Luz |
| 11 novembre 1981 · 20h00 · Historique des rencontres | Rapport |       |          | Spectateurs : 16 000 Arbitrage : César Correia Diaz da Luz | Spectateurs : 16 000 Arbitrage : César Correia Diaz da Luz |